# Кларін
Кларі́н (ісп. Clarín) — щоденна ранкова газета, що видається у місті Буенос-Айрес. Заснована Роберто Нобле 28 серпня 1945 року. Має найбільший тираж серед газет Аргентини.
Газета входить до складу Grupo Clarín, а її директором є Ектор Магнетто.
З 1995 року діє сайт газети, який є найвідвідуванішим новинним порталом у країні. У травні 2019 року Clarín встановив рекорд аудиторії цифрових медіа в Аргентині з 19 564 000 унікальними відвідувачами, згідно з даними Comscore.

## Історія

### Обставини створення

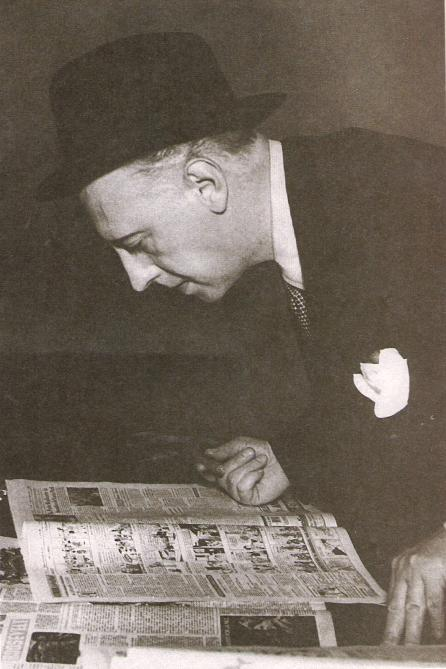
Роберто Нобле, засновник газети, читає примірник.

Кларін заснував Роберто Нобле, політик і бізнесмен, який за кілька років до цього був міністром уряду провінції Буенос-Айрес (1936—1939) за часів губернаторства Мануеля Фреско. Важливу роль у становленні Кларін відіграла газета «Кабільдо», заснована Мануелем Фреско в 1942 році, яка мала націоналістичну ідеологію і фінансувалася німецьким посольством. Певний час «Кабільдо» постачала Кларіну велику кількість паперу, необхідного для друку. Відносини Фреско з Нобле в перші дні існування газети також знайшли своє відображення в слогані газети: «Un toque de atención para la solución argentina de los problemas argentinos» (Трошки уваги задля аргентинського розв'язання аргентинських проблем), що відсилає до гасла, яке Фреско використовував у своїй передвиборчій кампанії: «Аргентинський уряд для аргентинських рішень для аргентинських проблем».
Завдяки ролі «Кабільдо» та фінансовій підтримці групи бізнесменів, Нобле зміг профінансувати перші випуски «Кларін».
У кількох звітах посольства США йшлося про роль газети в місцевій політиці. У звіті від 3 серпня 1945 року, ще до того, як газета вийшла в світ, зазначалося, що газета підтримуватиме Національну демократичну партію та її консервативних кандидатів. У другому звіті від 14 листопада 1945 року, вже після подій 17 жовтня, йшлося про те, що «Кларін» стане пропагандистською газетою полковника Перона, з великою кількістю «пронацистів» у складі її співробітників.
Перший номер «Clarín» вийшов 28 серпня 1945 року. Це була одна з перших газет у світі, яка використовувала більш компактний дизайн (таблоїд) замість типового дизайну «сабана», що використовувався в газетах того часу.[джерело?]

### Перші роки
Починаючи з хвалебних слів, висловлених перед мобілізацією 1945 року проти військового уряду, і пізніше, під час президентської кампанії 1946 року, газета відкрито підтримувала гасла, які виголошувала Демократична партія, ігноруючи кампанію Перона і уникаючи згадок про нього на першій шпальті. Всупереч цьому, «Кларін» стала першою антипероністською газетою, яка визнала перемогу Перона на виборах.
Газета з певною підозрою поставилася до приходу пероністського уряду, до якого стала терпимішою після втручання «Ла Пренса» у 1951 році. Між критичною позицією La Prensa і постійними підлещуваннями з боку проурядових газет, Clarín поступово позиціонувала себе як «незалежне» ЗМІ. Інформацію, яку приховувала проурядова преса, можна було почерпнути лише з уругвайських радіостанцій, а також — хоч і не повністю — з деяких втрачених текстів у La Nación або Clarín. Найвідмітнішою рисою цієї газети була прихильність ідеології розвитку та її представникам, яку вона зберігала до 1980-х років.
Газета прихильно ставилася до державного перевороту, самопроголошеної Визвольної революції, яка повалила уряд Хуана Домінга Перона в 1955 році. Хоча перонізм був заборонений, на першій шпальті 22 вересня було опубліковано такі заголовки: «Повний спокій у країні» та «Генерал Лонарді завтра буде приведений до присяги як президент республіки», а також була опублікована біографія диктатора.
Наступного дня на першій шпальті газета написала: «Зустріч честі зі свободою. Для Республіки ніч також залишилася позаду». «Під радісні вигуки громадян новий президент склав присягу». «Натхненний і прапороносний Буенос-Айрес прийме генерала Лонарді».

### Військова диктатура 1976 року
У 1973 році Кларін створив свою легендарну обкладинку, яка майже повністю була зайніта роботами аргентинських карикатуристів — за винятком хіба що перших років життя Матта та Джеффа. З'являються аналогічні стрипи, такі як: Клементе Калоя; El Loco Chávez Карлоса Трільйо та Орасіо Альтуни; Діоген і Ліньєра Табаре, Хорхе Гінсбурга, Карлоса Абреваї та Ектора Гарсії Бланко; Чарівник Фафа]] Альберто Брокколі; Повернення Озіріса Альберто Контрераса; Teodoro & Cía В'юті; Із щоденної хроніки Феліпе Мігеля Анхеля Добаля; Чорний білий Трільйо та Ернесто Гарсії Сейхаса; CaZados Трільйо та О'Кіф; El Nene Montanaro та Es lo que hay Альтуни; Я, Матіас Фернандо Сендри; Неллі Серхіо Лангера, а також гумор Роберто Фонтанарроси, Кріста, Альдо Ріверо, Яна.
У вересні 1973 року штаб-квартира газети в Буенос-Айресі стала жертвою вибухів з боку ультраправих пероністів, а в Росаріо — з боку ERP і Монтонерос. Крім того, викрадення одного з її директорів призвело до вимушеної публікації запитів від ERP, така ж подія сталася днями раніше з газетою Crónica.
Газета Clarín також була важливою під час Фолклендської (Мальвінської) війни. Як одна з найбільших газет Аргентини, вона мала великий вплив під час війни. Цей засіб масової інформації зосередився на трансляції новин з Мальвінських островів, для чого використовував чотири напрямки: новини або заяви протилежних політичних секторів; спеціальні репортажі, організовані самою газетою; редакційні нотатки; і нотатки, де видавцем був уряд.

Починаючи з 1974 року, газета характеризувалася суворим ставленням до питань, пов'язаних з національною дійсністю, і надавала перевагу економічним темам. Половина редакційних статей, опублікованих з 1 по 23 березня 1976 року, була присвячена економіці, а інші по черзі стосувалися судової системи, діяльності профспілок, становища журналістики в умовах насильства та ролі опозиції. Редакційні статті цього періоду дотримувалися лінії пояснення проблем в інших сферах неспроможності економічної системи. У редакторських статтях, опублікованих безпосередньо перед і після 24 березня, можна помітити, що в газетному дискурсі кінець правління Ісабель Перон розглядався як результат серйозної кризи, що охопила країну. Державний переворот був представлений не як розрив конституційного ладу, а як неминучий результат виснаження пероністського уряду. Однак, на відміну від редакційного дискурсу інших газет, Кларін не мала системної комунікаційної стратегії, спрямованої на підрив основ конституційного правління, а радше газета лише містила критику діяльності виконавчої влади, яку можна було б назвати виваженою. 25 березня 1976 року (на наступний день після державного перевороту) в газеті було написано:
Зараз відкривається новий етап, з новою надією. І хоча картина, яку зараз представляє країна, є критичною, ми не повинні забувати, що всі нації мають свої важкі години і що сила духу їхніх дітей здатна підняти їх з руйнівного падіння.
Про державний тероризм вони висловились у статті, опублікованій в газеті в 1982 році:
Жодна відповідальна людина не буде заперечувати, що такі дії були необхідними, оскільки партизанщина поставила країну на межу розпаду. Щось нестерпне.

### 2000-ті та 2010-ті роки

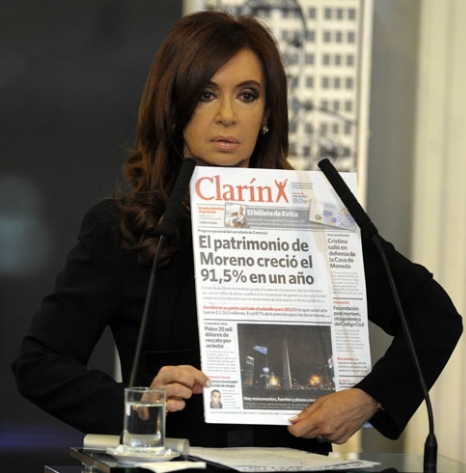
Колишня президентка Крістіна Фернандес де Кіршнер тримає примірник газети Clarín через конфлікт між урядом Аргентини та групою Clarín у 2008 році.

Хорхе Фонтевеккіа, директор Editorial Perfil, описує редакційну лінію Clarín як «орієнтовану на ринок, що прагне задовольнити найбільшу кількість споживачів». Водночас він запевняє: «Clarín безцінний, коли йдеться про те, щоб іти проти громадської думки, що не означає, що поки цього не відбувається, він намагається отримати максимальну вигоду від довірливих урядів, які вважають, що можуть домінувати над нею».
Журнал Noticias (від Editorial Perfil, власник газети-конкурента Perfil) звинуватив Clarín в угоді з національним урядом. Він стверджував, що колишній Президент Аргентини Нестор Кіршнер використовував газету Clarín як власне інформаційне агентство.
Однак під час сільськогосподарського страйку 2008 року ЗМІ Grupo Clarín зайняли критичну позицію щодо уряду Крістіни Фернандес де Кіршнер. Невідомі в Буенос-Айресі розклеїли плакати з гаслами «Clarín бреше» і «TN: Todo Negativo». Останнє гасло, посилалось на інформаційний канал Todo Noticias (TN), який належить до групи того ж концерну мультимедіа, що й Clarín.
У 2010 році відверто проурядова програма 6, 7, 8 та державний канал 7 повторили звинувачення попередніх років про те, що і газета, і мультимедіа Clarín отримали свій статус монопольної корпорації завдяки двом діям: відкритій підтримці останньої військової диктатури (1976—1983) і отриманню частини контролю над Papel Prensa SA за потурання тортурам і незаконній експропріації, які були здійснені у відношенні до її законних власників, сім'ї Девіда Грейвера, який був бізнесменом і банкіром, чия родина була затримана та піддана тортурам під час військової диктатури 1976 року за нібито зв'язок Девіда з Монтонерос.
У вересні 2010 року тодішня президент Крістіна Кіршнер представила звіт, який був підготовлений Гільєрмо Морено (міністром внутрішньої торгівлі) про те, як приватні акціонери Групи Clarín, Ла Насьйон і La Razón отримали контроль над Papel Prensa SA, і представила цей звіт перед судом. Приватні акціонери Papel Prensa спростували попередні заяви, це також спростував і Ісідоро Грайвер, брат Девіда, який заявив у суді, що його родина не отримувала тиску з боку газет, які придбали Papel Prensa, щоб їх родина продала би компанію. Натомість газета Tiempo Argentino опублікувала раніше взяте інтерв'ю, в якому він стверджує про наявність тиску та погроз, аби його свідчення перед судом були б на користь Групи Clarín.
За даними IVC, з березня 2008 року по березень 2010 року продажі газети впали на 19 %. Продажі ранкової газети впали на 32,5 відсотка між 2003 і 2012 роками, що еквівалентно втраті 130 000 примірників.

## Особливості газети
- Clarín надає пріоритет місцевим питанням: важливими є такі розділи, як спорт і розваги. Ці розділи мають відмінний від решти видання дизайн.
- Газета раніше за інші потрапила до газетних кіосків столиці. На момент заснування у столиці Аргентини та провінції Буенос-Айрес вона коштувала лише 5 сентаво (удвічі дешевше, ніж решта газет)[джерело?]
- Макет газети — таблоїдний. Пізніше його перейняли кілька лондонських щоденних газет, щоб не втратити молодих читачів.[джерело?]
- Девіз газети — «Заклик до аргентинського розв'язання аргентинських проблем», а її поточний рекламний слоган: «Велика аргентинська щоденна газета».
- Вона є частиною PAL (Periódicos Asociados Latinoamericanos), до якої належать інші важливі латиноамериканські видавництва.

### Онлайн версія
У 1996 році Clarín запустив цифрову версію своєї газети Clarín.com. Це найбільш відвідуваний новинний вебпортал у країні, за ним йдуть онлайн-портал газети La Nación та Infobae.

## Тираж
Наразі Clarín є газетою з найбільшим тиражем в Аргентині, а також однією з найбільш розповсюджених в іспаномовному світі з тиражем, який у березні 2018 року становив 206 837 примірників на день (у середньому з понеділка по неділю, включаючи в середньому 38 778 копій у цифрових виданнях).